# Kankai
La rivière Kankai est une rivière népalaise et indienne d'une longueur de 180 km qui constitue une partie de la frontière entre les deux pays. Elle est un affluent de la Mahananda dans le bassin du Gange.